# پنجاه طیف آزادی
پنجاه طیف آزادی بخش سوم رمان‌های رمانتیک شهوانی سه‌گانه پنجاه سایه از نویسنده بریتانیایی ای. ال. جیمز است. بعد از پذیرش درخواست ازدواج کریستین گری در پنجاه سایه تاریک‌تر، آناستازیا استیل باید نه تنها به زندگی متأهلی عادت کند، بلکه باید با سبک زندگی شوهر ثروتمندش و ذات کنترل‌گر او کنار بیاید. نسخه با جلد کاغذی اولین بار در آوریل ۲۰۱۲ منتشر شد.

## طرح
بعد از یک ماه عسل طولانی در اروپا، آناستازیا و کریستین گری به سیاتل برمی گردند. کریستین تصدیق می‌کند از اینکه آنا نام دوشیزگی خود، استیل، را سرکار حفظ کرده‌است، ناراحت است. بالاخره آنا می‌فهمد که گرفتن نام گری چقدر برای کریستین مهم است و تسلیم می‌شود.
کریستین برای یک شام خیریه به نیویورک می‌رود. آناستازیا هم برای یک نوشیدنی با دوستش کیت کاوانا بیرون می‌رود. وقتی به خانه برمی گردد، رئیس سابقش، جک هاید را پیدا می‌کند که توسط یکی از محافظانش بیهوش شده‌است. وجود یک نوار چسب در ماشین جک نشان می‌دهد که او قصد دزدیدن آنا را داشته و دستگیر می‌شود. بعد از دعوا با کریستین دربارهٔ بیرون رفتن با کیت، آنا او را بخاطر کنترل زیادش سرزنش می‌کند و می‌گوید به آزادی نیاز دارد. کمی بعد، کریستین او را به سفری به اسپن می‌برد. آنجا آنا، الیوت گری را در حال خروج از یک مغازه جواهرفروشی و با یک دوست دختر سابق می‌بیند و فکر می‌کند او در حال خیانت به کیت است. بعداً می‌فهمد که اشتباه کرده بوده و الیوت از کیت خواستگاری می‌کند.
کمی بعد از بازگشت به کار، پدر آنا، ری استیل، تصادف می‌کند و به کمای مصنوعی می‌رود. آنا و کریستین در پورتلند کنارش می‌مانند تا اینکه چند روز بعد، ری بیدار می‌شود و برای بهبودی به سیاتل منتقل می‌شود. در ملاقات با ری در بیمارستان، آنا می‌فهمد که باردار است. وقتی کریستین می‌فهمد با عصبانیت او را متهم می‌کند که بارداری او از قصد بوده و می‌رود. صبح روز بعد مست برمی گردد و بیان می‌کند که می‌ترسد آنا فرزندشان را به او ترجیح دهد. آنا پیامی از النا لینکولن، دوست مادر کریستین که در ۱۵ سالگی او را فریب داده، روی گوشی کریستین پیدا می‌کند و ناراحت می‌شود. پیام نشان می‌دهد که او با النا بیرون بوده‌است.
طی دو روز بعد، آنا و کریستین به ندرت با هم حرف می‌زنند: کریستین از بارداری ناخواسته عصبانی است و آنا از دیدار شوهرش با خانم لینکولن. کریستین غیرمستقیم به موضوع سقط اشاره می‌کند. آنا نمی‌پذیرد و با عصبانیت می‌گوید که فرزندش را به او ترجیح خواهد داد. به نظر کریستین دیدار او با النا اشتباه نبوده و توضیح می‌دهد که بین آن‌ها رابطه ای نیست. سرکار، آنا ایمیلی از کریستین دریافت می‌کند که می‌گوید چند روزی برای سفر کاری به پورتلند می‌رود. در این زمان جک هاید به آنا زنگ می‌زند و می‌گوید که میا گری را دزدیده و طی دو ساعت ۵ میلیون دلار می‌خواهد. به علاوه آنا نباید این قضیه را به کسی بگوید وگرنه میا کشته می‌شود.
آنا به خانه می‌رود و تفنگ آماده لیلا ویلیامز را برمی‌دارد و به بانک می‌رود. آنجا مدیر بانک مشکوک می‌شود و به کریستین زنگ می‌زند. کریستین فکر می‌کند آنا می‌خواهد ترکش کند. بعد از گرفتن پول، آنا گوشیش را در بین پول‌ها می‌گذارد (می‌داند که کریستین گوشیش را مکان‌یابی می‌کند) و از در پشتی فرار کرده و سوار ماشینی که منتظرش است می‌شود. وقتی می‌فهمد همکارش، الیزابت مورگان همدست جک هاید است شوکه می‌شود. بعد از گرفتن پول، هاید برای انتقام از دست دادن شغلش به آنا حمله می‌کند و در این حال آنا به پای او شلیک کرده و بیهوش می‌شود. سه روز بعد در بیمارستان به هوش می‌آید و کریستین را کنارش می‌بیند. او بخاطر بی‌باکی آنا از دستش عصبانی است و درعین حال دربارهٔ پدر شدن نگران است. می‌فهمد که فرزندشان چقدر برایش مهم است و باهم آشتی می‌کنند. روز بعد آنا به خانه برمی گردد. کریستین از طریق کارآگاه خصوصیشان درمی یابد که او و هاید در بچگی در یک خانواده بوده‌اند. هم چنین تصمیم می‌گیرد با آنا دربارهٔ آشنایی با خانم لینکولن و خاطرات مادرش صحبت کند.

## بازخورد
پنجاه سایه آزادی در لیست محصولات پرفروش نیویورک رتبه سوم را کسب کرد. در بریتانیا از این رمان بیش از ۲ میلیون نسخه به فروش رفت.